# Malování a popíjení
Odvětví malování a popíjení je soubor podniků založených na zkušenostech, které si najímají profesionální umělce, aby jim poskytli instrukce krok za krokem k reprodukci předem vybraného uměleckého díla a přitom popíjeli víno nebo jiné nápoje. Když účastníci kurzu skončí, mohou si své výtvory ponechat.
Tyto kurzy se obvykle zaměřují na malování jako na zábavnou aktivitu pro "odreagování", "obohacení" a "odbourání stresu", nikoli jako na technickou dovednost vyžadující praxi jako kurzy v ateliéru nebo umělecké škole. Alkohol se používá ke snížení zábran a "přemýšlení", aby se tvůrčí proces usnadnil.

## Obchodní model
Studia malování a popíjení jsou většinou franšízy  a toto odvětví od roku 2012 neustále roste 
Obliba zážitkových agentur "malování a popíjení" mezi potenciálními majiteli franšíz se běžně připisuje snaze profesionálů se zkušenostmi z marketingu nebo obchodu "vypadnout z korporátní Ameriky". Kromě toho je "večírková atmosféra" podniků typu malování a popíjení, stejně jako absence požadavku na "umělecké znalosti", považována za lákadlo pro profesionály bez uměleckého vzdělání, kteří chtějí změnit svou kariéru. 
Typická zážitková agentura na malování a popíjení nabízí skupinové kurzy malování, které trvají 2-3 hodiny. Zákazníci si mohou přinést vlastní nápoje (BYOB) nebo si je zakoupit, pokud má studio licenci na prodej alkoholu. 

## Historie

### Sips 'N Strokes
V roce 2002 začala Wendy Lovoyová pořádat kurzy malování pro děti i dospělé ve svém studiu nedaleko Birminghamu v Alabamě. Všimla si, že dospělým trvá příliš dlouho, než dokončí své obrazy. Lovoyová si všimla: "[Dospělí] byli nervózní z toho, aby byly dokonalé. Nedokázali se dostat ze své vlastní hlavy." Její podnik Sips 'N Strokes jako první zavedl formát BYOB malířských kurzů. 

### Painting with a Twist
V roce 2007 založily Cathy Deano a Renee Maloneyová v New Orleans ve státě Louisiana společnost Painting with a Twist. Stala se první malířskou a natěračskou společností, která získala franšízu. Společnost Painting with a Twist získala v roce 2018 konkurenční franšízu Bottle & Bottega.  V roce 2020 společnost Painting with a Twist koupila společnosti Color Me Mine (franšíza na malování keramiky) a Chesapeake Ceramics (dodavatel keramiky), čímž vytvořila mateřskou společnost Twist Brands a vytvořila z ní společnost s hodnotou 100 milionů dolarů.  V roce 2015 stálo otevření franšízy Painting with a Twist zhruba 100 000 dolarů.

### Pinot’s Palette
V roce 2009 založili Beth Willisová, Charles Willis a Craig Ceccanti v texaském Houstonu společnost Pinot's Palette. V roce 2010 společnost zahájila franšízovou činnost a nabídla franšízantům tři různé formáty podnikání - BYOB model, barový model a model maloobchodního studia. V roce 2015 stálo otevření franšízy Pinot's Palette 80 000 až 170 000 dolarů.

### Wine and Design
V roce 2010 založila Harriet Millsová ve městě Raleigh v Severní Karolíně společnost Wine and Design. V roce 2011 zahájila franšízovou činnost. V roce 2015 stálo otevření franšízy Wine and Design 35 000-83 000 dolarů.

### Paint Nite
V roce 2012 založili Dan Hermann a Sean McGrail v Bostonu ve státě Massachusetts společnost Paint Nite. Na rozdíl od jiných společností zabývajících se malováním a popíjením funguje Paint Nite v již existujících barech a místních zařízeních prostřednictvím licenčního obchodního modelu, nikoliv franšízového modelu. Proto nemají žádné franšízové poplatky, ale místo toho nabízejí model sdílení příjmů. 

### ArtMoment
V roce 2020 během pandemie covidu založila Polina Burková, Egor Nefedov a Jaroslav Kevin Peterka v České republice zážitkové malování ArtMoment.

## Výzvy v oboru
Vzhledem k tomu, že formát kurzů malování a popíjení závisí na tom, jak nová je zkušenost, může být pro podniky v tomto oboru obtížné přimět zákazníky, aby se vraceli. Aby tento problém vyřešily, plánují mnohé podniky tematické akce, včetně svátků, malování portrétů domácích mazlíčků, nudistických večerů s mužskými modely pro rozlučky se svobodou a večírky pro nezadané a erotických večerů pro páry. 
Stejně jako v případě mnoha jiných veřejných shromažďovacích prostor se i zde firmy vyrábějící barvy a doušky potýkaly s klesajícím zájmem a značnými finančními problémy v důsledku pandemie COVID-19. Do listopadu 2020 se počet franšíz s Painting with a Twist snížil z 350 na méně než 300 v důsledku průběžných ekonomických odstávek.  Z tohoto důvodu mnoho z těchto podniků pořádá také online "večírky malování a popíjení". 